# Areobindo (comerciário)
Areobindo (em latim: Areobindus) foi um oficial bizantino do final do século VI ou começo do VII, que esteve ativo na Diocese do Oriente. Nada se sabe sobre ele, exceto que exerceu a função de comerciário em Tiro, na Fenícia Parália.